# Bernard Guiraud
Bernard Guiraud est un auteur français, né le 9 décembre 1955 à Paris.

## Biographie
Après sa sortie de l’École nationale supérieure Louis-Lumière de Paris (dite Vaugirard), Bernard Guiraud a travaillé comme preneur de son dans le cinéma et la télévision, mais aussi comme pianiste dans plusieurs cabarets parisiens. À la fin des années 1980, il quitte la capitale pour s’installer à Nice où il travaille dans le spectacle et l’événementiel comme chef d'équipe son puis régisseur général à l'Acropolis, palais des congrès international ; parallèlement, il a enseigné l’acoustique musicale au sein du Conservatoire de musique de Nice pour le CIRM (Centre international de recherche musicale) puis la musique et le son au cinéma à l’ESRA Nice (École Supérieure de Réalisation Audiovisuelle). Depuis 2023 il intervient en menant des séminaires pour des étudiants en cinéma du Campus Georges Méliès de Cannes.
À partir de 2005 il a commencé à publier de nombreux ouvrages dans des domaines très différents : humour, poésie, musique et son au cinéma, ainsi que des dictionnaires français-anglais relatifs aux métiers du cinéma et du spectacle. Désireux d'emprunter de nouveaux chemins d'écriture, il publie en 2020 un album pour enfants "Patou et les Pandas", puis l'année suivante un roman "Les enfants du fleuve Congo"  dont l'histoire se déroule au Congo-Brazzaville. En 2024, le livre pour enfants "Patou et les Pandas" a été réédité dans un autre format pour s'inscrire dans une collection (programme "Lecture pour tous" distribué par les hypermarchés Carrefour) destinée à promouvoir, sur tout le territoire, la lecture auprès des enfants de 3 à 8 ans. 
Depuis 2020 Bernard Guiraud donne des "conférences-récitals" sur le rôle esthétique de la musique au cinéma durant lesquelles il analyse des extraits de films classiques puis joue au piano ou à l'orgue les musiques présentées.

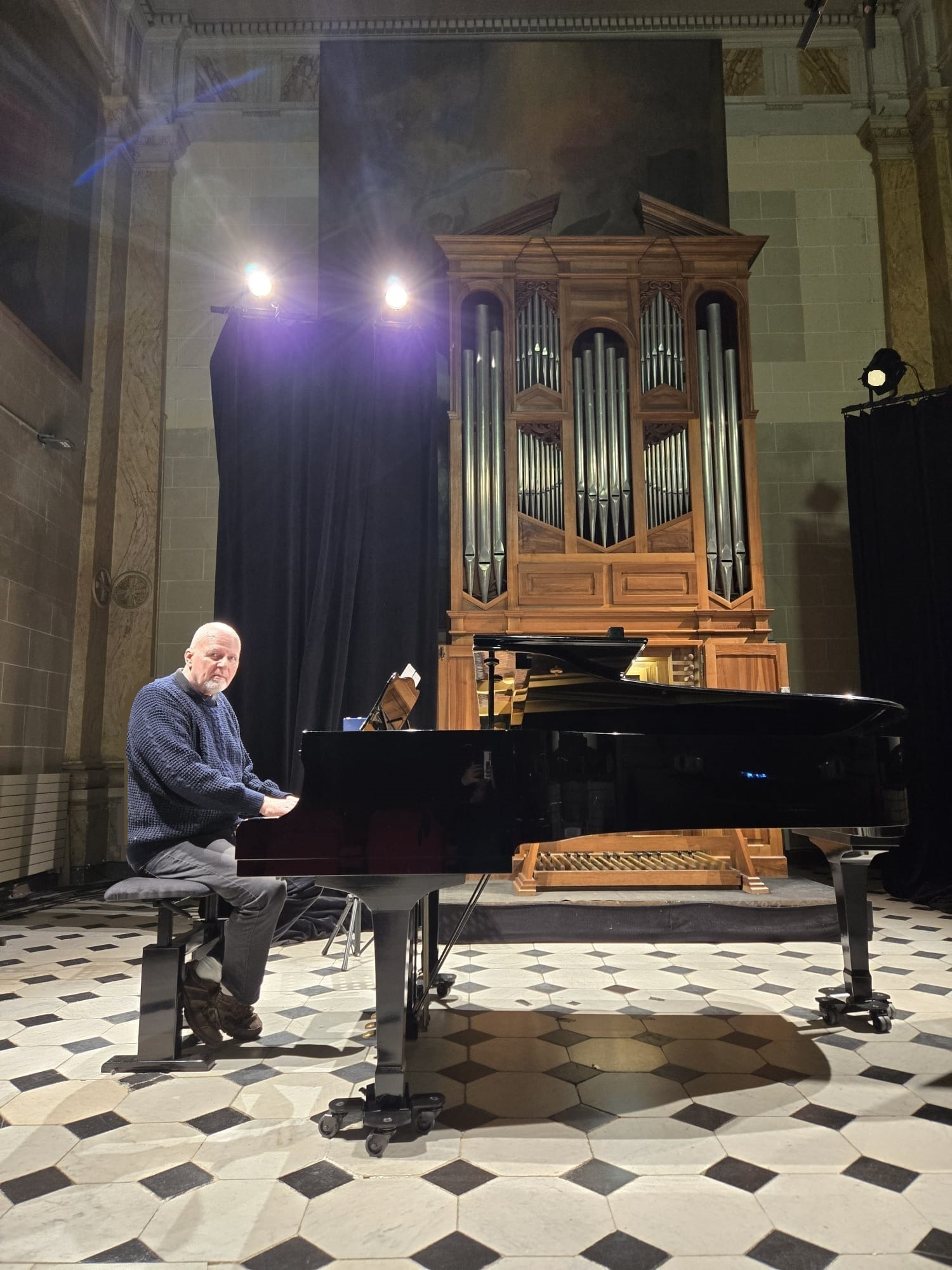

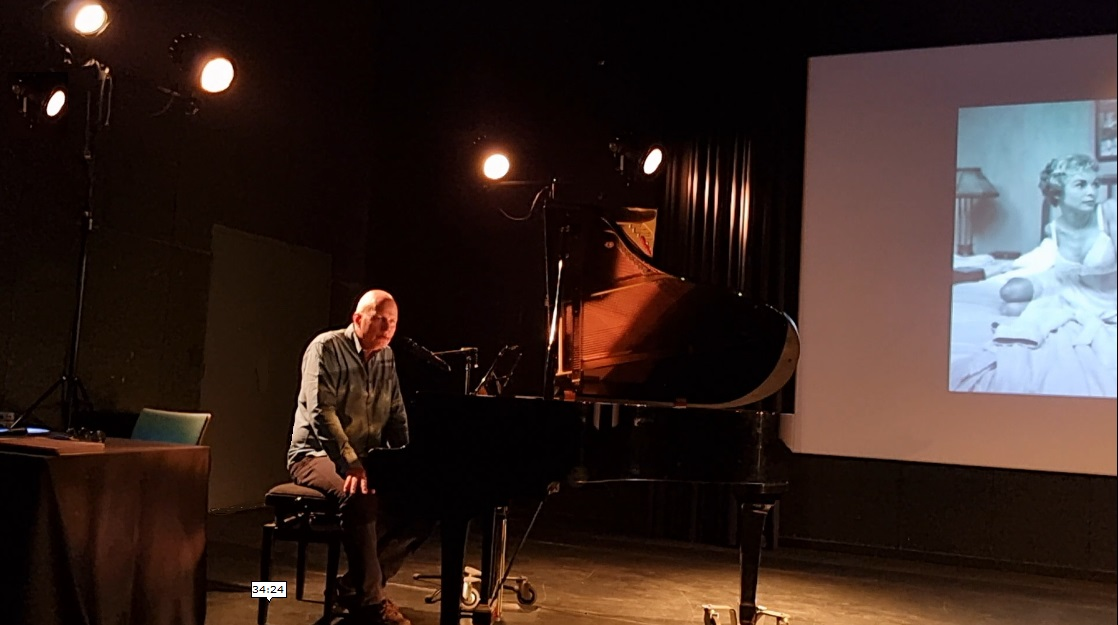

## Ouvrages
- Le Film : Musique et Son, éditions Dujarric, 2005 (ISBN 2-85947-051-4)
- Dictionnaire bilingue français-anglais du spectacle, éditions La Maison du Dictionnaire, 2009  (ISBN 2856082270 et 978-2856082270)
- L'Agogisme, avec une préface de Joann Sfar, éditions Dicoland, 2009,  (ISBN 2856082238 et 978-2856082232)
- Dictionnaire français-anglais de la musique et de la prise de son, éditions La Maison du Dictionnaire, 2011  (ISBN 2856082629 et 978-2856082621)
- Entracte[5],[6],[7],[8],[9], éditions Hugo & Cie JBZ, 2011  (ISBN 2755607696 et 978-2755607697)
- Histoires gratinées[10],[11]- des mets dans les mots, Collection Au Pays rêvé - Éditions Ovadia, 2011  (ISBN 2918966045 et 978-2918966-043)
- La Musique au cinéma et dans l'audiovisuel[12], éditions Baie des Anges, 2014  (ISBN 978-2-917790-60-1)
- Le Son au cinéma et dans l'audiovisuel[13],[14],[15] (troisième édition revue et augmentée), éditions Baie des Anges, 2016  (ISBN 978-2-917790-87-8)
- Dictionnaire français-anglais de l'événementiel (deuxième édition revue et augmentée), éditions La Maison du Dictionnaire, 2019  (ISBN 2856083560 et 978-2856083567)
- Dictionnaire français-anglais du cinéma et de la vidéo (deuxième édition revue et augmentée), éditions La Maison du Dictionnaire, 2020 (ISBN 2856083439 et 978-2856083437)
- Patou et les pandas (livre pour enfants, illustrations Leïla Brient), éditions Circonflexe - Collection Mots et Langues, 2020 (ISBN 2842184742 et 978-2842184742)
- Les enfants du fleuve Congo (Roman) [16], éditions LEN, 2021 (ISBN 2312084457 et 978- 2312084459)
- Patou et les pandas (illustrations Leïla Brient), éditions Rue des écoles - 2024